# Bummm!
1973. se pojavio treći album Locomotiv GT-a, pod nazivom Bummm! Bio je to prvi album grupe na kojem je svirao Tamás Somló, i posljednji koji se pojavio prije istupanja Tamása Barte iz benda.

## Pjesme na albumu
1. Ringasd el magad (Uljuljaj se) (Gábor Presser – Anna Adamis) – 4:54
  - Iz mjuzikla "Képzelt riport egy amerikai popfesztiválról".
2. Kék asszony (Plava gospa) (Gábor Presser – Anna Adamis) – 3:31
3. Gyere, gyere ki a hegyoldalba (Izađi, izađi na obronak) (Tamás Barta – Gábor Presser) – 2:45
4. Visszamegyek a falumba (Vraćam se u svoje selo) (Tamás Barta – Gábor Presser) – 4:00
5. Bárzene (Barska glazba) (Tamás Barta) – 4:15
6. Ő még csak most tizennégy (Njoj je još samo četrnaest) (Tamás Barta – Anna Adamis) – 3:45
7. Szabadíts meg (Oslobodi me) (Tamás Barta – Anna Adamis) – 3:40
8. Vallomás (Priznanje) (Tamás Barta – Anna Adamis) – 3:55
9. Mondd, mire van? (Reci zašto je?) (Gábor Presser – Anna Adamis) – 2:35
10. Miénk itt a tér (Naš je ovo trg) (Gábor Presser – Anna Adamis) – 3:00

## Suradnici
- Tamás Barta – vokal, električna, akustična i slide gitara, usna harmonika
- József Laux – bubanj, udaraljke, motorkotač
- Gábor Presser – vokal, klavir, Fender klavir
- Tamás Somló – vokal, bas-gitara, alt-saksofon
- "Shango Ray" Dely – konga, chékere
- Anna Adamis – tekstovi pjesama

### Produkcija
- Tamás Sárossy – ton-majstor
- István Rónai – glazbeni urednik
- Miklós Lengyel – fotografije
- György Kemény – grafika

## Vanjske poveznice
- Informacije na službenoj stranici LGT-a  Arhivirana inačica izvorne stranice od 24. svibnja 2007. (Wayback Machine)
- Informacije na Hungarotonovoj stranici  Arhivirana inačica izvorne stranice od 19. studenoga 2005. (Wayback Machine)